# Reforma, Morelos
Reforma är en ort i Mexiko.   Den ligger i kommunen Cuautla och delstaten Morelos, i den sydöstra delen av landet, 70 km söder om huvudstaden Mexico City. Reforma ligger 1 314 meter över havet och antalet invånare är 736.
Terrängen runt Reforma är kuperad åt sydost, men åt nordväst är den platt. Runt Reforma är det ganska tätbefolkat, med 222 invånare per kvadratkilometer. Närmaste större samhälle är Cuautla Morelos, 3,2 km norr om Reforma. Omgivningarna runt Reforma är en mosaik av jordbruksmark och naturlig växtlighet.